# Часопис для підофіцерів
«Часопис для підофіцерів» — двотижневик, офіційне видання австрійського воєнного міністерства.
Виходив у Відні 1916–1918 для українських підстаршин австрійської армії.
Редактор — Г. Наґель.